# 哈納岡草甸 (亞利桑那州)
哈納岡草甸（英語：Hannagan Meadow）是位於美國亞利桑那州格林利縣的一個非建制地區。該地的面積和人口皆未知。

## 地理
哈納岡草甸的座標為33°38′32″N 109°19′26″W / 33.64222°N 109.32389°W，而該地的平均海拔高度為2765米（即9071英尺）。